# وونگتسا (استان لهستان بزرگ‌تر)
وونگتسا (به لاتین: Wełnica) یک روستا در لهستان است که در گمینا گنگزنو واقع شده‌است.